# Jacques Maximin
Pour les articles homonymes, voir Maximin.
Jacques Maximin, né le 3 mars 1948 à Rang-du-Fliers (Pas-de-Calais), est un chef cuisinier français.
Étoilé Michelin pendant près de quarante ans et Meilleur ouvrier de France, Jacques Maximin a longtemps travaillé en Provence, notamment au Negresco. Il est considéré comme un pionnier de la cuisine des légumes et comme une référence dans le monde de la cuisine.
Fougueux et créatif, généreux, doté d'un fort caractère, Jacques Maximin a été surnommé le « Bonaparte des fourneaux » par Christian Millau, et dit de lui-même « En cuisine, je suis Bonaparte ». Alain Ducasse dit de lui qu'il est « un génie créatif, insolent, provoquant, excellent dans l’immédiateté».

## Biographie
Jacques Maximin apprend d'abord à cuisiner avec sa mère qui tient le Café de la Poste de Rang-du-Fliers.  Élève au collège de Montreuil, une expulsion le conduit à s'orienter très vite vers une filière professionnelle et il commence son apprentissage à treize ans au Chalut, au Touquet, avec l'aide de Jean Bernard, chef des cuisines de la cantine et ami de son père. En 1965, il travaille à La Chaumière à Monaco puis en 1966 à Prunier-Traktir, restaurant réputé de l'époque, boulevard Victor-Hugo à Paris, en 1969 au Pré Catelan et en 1970 avec Christian Willer à l'Hermitage à La Baule où il découvre la cuisine de palace. Il y est chef garde-manger dans une brigade de cinquante personnes. 
En 1972, il est chef de partie garde-manger de Roger Vergé au Moulin de Mougins, restaurant deux étoiles à l'époque. En 1974, il est chef de cuisine chez Jo Rostang, chef doublement étoilé, à la Bonne Auberge, à Antibes. En 1976, il tente une première fois le concours de Meilleur ouvrier de France, sans succès.
En 1978, à trente ans, il devient le chef du Chantecler, le restaurant de l'hôtel Negresco à Nice. Au bout de deux ans, il y est doublement étoilé et devient le premier chef à être étoilé dans un palace. En 1979, il réussit le concours de Meilleur ouvrier de France cuisinier, il est primé par Paul Bocuse en personne. En 1982, à 34 ans, il est élu «Cuisinier de l'année» par le Gault & Millau qui lui donne quatre toques.
En 1984, il publie son premier livre « Couleurs, Parfums et Saveurs de ma Cuisine » dans la célèbre collection d'ouvrages « Les recettes originales de... » consacrée aux grands chefs de l'époque par Robert Lebey aux Editions Robert Laffont.
Ses parents disparaissent tragiquement en 1986. Jacques Maximin apprend la nouvelle en plein service au Chantecler.
Après avoir quitté le Chantecler, en 1988, il crée son restaurant à Nice dans l'ancien théâtre de Sacha Guitry. Un an et demi après l'ouverture, le Théâtre Jacques Maximin obtient deux étoiles Michelin. En 1992, il revend l'établissement au groupe Flo et devient consultant.
En 1996, il ouvre dans sa propre maison de Vence le restaurant La Table d'Amis, qui obtient deux étoiles. 
En 1998, il publie Maximin cuisine les légumes. L'ouvrage vend peu à une époque où le végétal n'est pas à la mode. Réédité en 2018, il se vend cinq fois plus en quelques semaines. 
Ne parvenant pas à obtenir une troisième étoile au Michelin, il décide de cesser l'activité de restaurateur en 2007 et travaille avec Alain Ducasse sur le concours des Meilleurs Ouvriers de France Cuisinier et sur la supervision du restaurant Rech à Paris.
En 2010, il achète un établissement au Cros de Cagnes-sur-Mer et y ouvre à soixante-deux ans, en 2011, le Bistrot de la Marine qui obtient une étoile Michelin au bout de quatre mois. Il y travaille jusqu'en avril 2016 avant de le revendre. À 68 ans, il crée alors sa société de conseil en restauration. Il supervise notamment la carte de la Ferme Saint-Siméon à Honfleur.
En octobre 2019, Jacques Maximin participe au tournage de la saison 11 de Top Chef pour une épreuve portant sur le dressage des assiettes, Jacques Maximin étant considéré comme le premier à avoir réalisé des dressages cerclés avec des cercles à pâtisserie. L'épreuve est diffusée dans l'émission du 8 avril 2020 sur M6.
En septembre 2020, Jacques Maximin devient Conseiller Culinaire et Chef en résidence pour l’École Ducasse installée à Meudon dans les Hauts de Seine, école de cuisine fondée par le chef multi-étoilé Alain Ducasse.

## Publications
- 1984 : Couleurs, Saveurs et Parfums de ma Cuisine, Jacques Maximin, éd. Robert Laffont
- 1986 : Toqués de cuisine, Jacques Maximin, L'École des loisirs,  (ISBN 2211013473)
- 1988 : La Santé Gourmande, Jacques Maximin, éd. Jean-Claude Lattès
- 1998 : Maximin cuisine les légumes, Jacques Maximin et Martine Jolly, Albin Michel
- 2005 : Les Tartes de Maximin, Jacques Maximin, éd. Minerva,  (ISBN 2702858376)
- 2018 : Réédition : Maximin cuisine les légumes, Jacques Maximin et Martine Jolly, Albin Michel,  (ISBN 2226438653)